# Robert Snodgrass
Robert Snodgrass (Glasgow, Skócia, 1987. szeptember 7. –) skót válogatott labdarúgó.

## Pályafutása

### Klubcsapatokban

#### Livingston
Snodgrasst gyerekkorában a Celtic, a Clyde és a Livingston is meghívta az ifiakadémiájára. Bár a Celtic szurkolója volt, úgy érezte nem lesz esélye bekerülni a glasgow-i klub első csapatába, ezért a Livingstont választotta. Profi pályafutását is ott kezdte meg, 2004-ben. Először akkor hívta fel magára a figyelmet, amikor a Barcelona próbajátékra hívta, de ő nemet mondott. Később a Blackburn Rovers is szerette volna leigazolni, de inkább a Livingstonnál maradt.
A 2005–06-os szezonban vált állandó tagjává a csapatnak, de nem tudta megakadályozni csapata kiesését a másodosztályba. 2007. január 30-án a szezon végéig kölcsönadták a harmadosztályú Stirling Albionnak, hogy újra játékba lendüljön a lábközépcsonttörése miatti hosszas kihagyás után.
A következő idényben minden sorozatot egybevéve tíz gólt szerzett a Livingstonban. A csapat szeretett volna hosszabbítani vele, de ő elutasította az ajánlatot. Miután sikertelen próbajátékon vett részt a Barnsleynál, 2008 júliusában az angol harmadosztályban szereplő Leeds Unitedhez szerződött.

#### Leeds United
Miután aláírt a Leedsszel, a 2008–09-es szezon első meccsén, a Scunthorpe United ellen be is mutatkozhatott. A mérkőzésen gólpasszt adott Enoch Showunminak. Első gólját egy Chester City elleni, 5–2-re megnyert Ligakupa-meccsen szerezte. Eleinte kevés játéklehetőséget kapott, de novemberben és decemberben rendre jól teljesített, hét meccsen négy gólt szerezve, így megszilárdította helyét a csapatban. A Leeds United a feljutásért is játszhatott, de végül kikapott a rájátszásban a Millwall ellen. Snodgrass lett a bajnokság legtöbb gólpasszt adó játékosa, 16 assziszttal, annak ellenére, hogy csak decembertől volt állandó tagja a kezdőcsapatnak.
2009 nyarán új, négy évre szóló szerződést kötött csapatával. A szezon során első bajnoki gólját 2010. november 2-án, a Milton Keynes Dons ellen szerezte. 2010 májusában beválogatták az év csapatába a harmadosztályban, miután hét bajnoki góllal járult hozzá csapata feljutásához a másodosztályba.
2010. július 27-én súlyosnak tűnő térdsérülést szenvedett egy SK Brann elleni felkészülési mérkőzésen, David Nielsen szerelési kísérlete után. A második orvosi vizsgálat kimutatta, hogy sérülése nem annyira komoly, mint amilyennek elsőre tűnt, de így is csak 2010 szeptemberében állhatott újra edzésbe. Szeptember 14-én, egy Middlesbrough elleni zárt kapus barátságos mérkőzésen léphetett újra pályára először. Három nappal később, a Doncaster Rovers elleni bajnokin a cserepadra nevezték, és a második félidőben be is állhatott. 2011. január 8-án egy Arsenal elleni FA Kupa-meccsen büntetőből betalált, amivel meglepetésre csapata 1–1-es döntetlent ért el. Januárban és februárban is megkapta a hónap legjobb játékosának jár díjat, a szezon utolsó néhány meccsét azonban egy hátsérülés miatt ki kellett hagynia.
A 2011–12-es idényben augusztus 16-án, a Hull City ellen szerezte első gólját, szabadrúgásból. December 31-én vakbélműtétet kellett elvégezni rajta, ami miatt két hétig nem játszhatott. Február 25-én, a Portsmouth ellen megkapta a csapatkapitányi karszalagot a csapat menedzserétől, Neil Warnocktól. Később új szerződést is ajánlott neki a klub, mellyel ő lett volna a Leeds legjobban fizetett játékosa. Az idény végén 14 gólpasszával ismét a bajnokság élén végzett, valamint csapatánál a szurkolók és csapattársai is megválasztották az idény legjobbjának.

#### Norwich City
2012 júliusában a Premier League-ben szereplő Norwich City ismeretlen összeg ellenében leigazolta Snodgrasst, hároméves szerződést kötve vele. 2012. augusztus 18-án, egy Fulham ellen 5–0-ra elvesztett bajnokin debütált. Szeptember 1-jén, két fordulóval később megszerezte első gólját új csapatában, a Tottenham Hotspur ellen. November 28-án, a Southampton ellen ismét eredményes volt. Fontos tagjává vált a csapatnak, mindössze egy bajnokit hagyott ki az idény során, a szurkolók "Év játékosa" szavazásán pedig a második helyen végzett.
A 2013–14-es szezon során szabadrúgásból szerezte meg első gólját, november 9-én, a West Ham United ellen. 2014. február 23-án győztes gólt szerzett a Tottenham ellen.

#### Hull City
Snodgrass 2014. június 30-án a Hull Cityhez igazolt, három évre aláírva a csapattal. Egyes hírek szerint új klubja 6 millió fontot fizetett érte. 2014 augusztusában, a Queens Park Rangers ellen térdkalács ficamot szenvedett, ami miatt meg kellett műteni. Az orvosok eleinte úgy gondolták, néhány hónap múlva újra játszhat, de az operáció után egy hónappal már valószínű volt, hogy a teljes 2014–15-ös idényt ki kell hagynia. 2015 novemberében játszhatott először újra, egy U21-es Premier League Cup-meccsen. Az első csapatba december 1-jén, egy Manchester City elleni Ligakupa-találkozón tért vissza, a 73. percben csereként beállva. 2016. január 9-én, a Brighton & Hove Albion ellen tizenegyesből volt eredményes az FA Kupában.

### A válogatottban
Snodgrass az U20-as skót válogatottal részt vett a 2007-es U20-as világbajnokságon. Az ott mutatott teljesítménye után kezdett érdeklődni iránta a Barcelona. 2009-ben a B válogatottba is szerették volna meghívni, de a Leeds United bejutott a bajnokság rájátszásába, így nem tehetett eleget a meghívásnak.
A felnőtt válogatottba 2009 októberében, egy Japán elleni barátságos meccsre hívták be először, de egy térdsérülés miatt kikerült a keretből. Végül 2011. február 9-én, Észak-Írország ellen mutatkozott be. Március 21-én, Brazília ellen is bekerült a keretbe. A 2–0-ra elvesztett mérkőzésen a második félidőben lépett pályára.
2011. augusztus 2-án behívták egy Dánia elleni barátságos mérkőzésre, ahol első alkalommal lehetett kezdő a válogatottban és első gólját is ekkor szerezte. 2013. június 7-én győztes gólt szerzett idegenben, a Horvátország elleni vb-selejtezőn. A 2014 augusztusi térdkalács ficama miatt a 2016-os Eb teljes selejtezősorozatát ki kellett hagynia. 2016 márciusában, egy Csehország elleni barátságos meccs alkalmából térhetett vissza a skót válogatottba. Szeptember 4-én, a Málta elleni vb-selejtezőn mesterhármast szerzett, 5–1-es győzelemhez segítve csapatát.

## Magánélete
Snodgrassnak két bátyja és két nővére van, Steven és Tony, valamint Michelle és Tracey. Barátnőjével, Denise-szel él együtt és van egy közös lányuk, Sienna.
2011. január 24-én letartóztatási parancsot adtak ki ellene, amiért nem jelent meg a bíróságon egy által elkövetett közlekedési kihágás tárgyalásán. A Leeds United egyik szóvivője elmondta, hogy Snodgrass egy félreértés miatt nem ment el a tárgyalásra, de együttműködik a hatóságokkal az ügy tisztázása érdekében.

## Statisztika

### Klubcsapatokban
2025. január 19-i állapot szerint.
| Klub                         | Szezon           | Bajnokság                | Bajnokság | Bajnokság | Kupa  | Kupa  | Ligakupa | Ligakupa | Egyéb | Egyéb | Összes | Összes |
| Klub                         | Szezon           | Liga                     | Mérk.     | Gólok     | Mérk. | Gólok | Mérk.    | Gólok    | Mérk. | Gólok | Mérk.  | Gólok  |
| ---------------------------- | ---------------- | ------------------------ | --------- | --------- | ----- | ----- | -------- | -------- | ----- | ----- | ------ | ------ |
| Livingston                   | 2004–05          | Scottish Premier League  | 16        | 2         | 1     | 1     | 1        | 0        | 0     | 0     | 18     | 3      |
| Livingston                   | 2005–06          | Scottish Premier League  | 26        | 4         | 2     | 0     | 2        | 0        | 0     | 0     | 30     | 4      |
| Livingston                   | 2006–07          | Scottish First Division  | 6         | 0         | 1     | 0     | 0        | 0        | 0     | 0     | 7      | 0      |
| Livingston                   | 2007–08          | Scottish First Division  | 31        | 9         | 3     | 0     | 2        | 1        | 1     | 0     | 37     | 10     |
| Livingston                   | Összesen         | Összesen                 | 79        | 15        | 7     | 1     | 5        | 1        | 1     | 0     | 92     | 17     |
| Stirling Albion (kölcsönben) | 2006–07          | Scottish Second Division | 12        | 5         | 0     | 0     | 0        | 0        | 3     | 2     | 15     | 7      |
| Leeds United                 | 2008–09          | League One               | 42        | 9         | 2     | 0     | 3        | 2        | 4     | 0     | 51     | 11     |
| Leeds United                 | 2009–10          | League One               | 44        | 7         | 6     | 0     | 3        | 2        | 4     | 1     | 57     | 10     |
| Leeds United                 | 2010–11          | Championship             | 39        | 6         | 2     | 1     | 0        | 0        | 0     | 0     | 41     | 7      |
| Leeds United                 | 2011–12          | Championship             | 43        | 13        | 0     | 0     | 1        | 0        | 0     | 0     | 44     | 13     |
| Leeds United                 | Összesen         | Összesen                 | 168       | 35        | 10    | 1     | 7        | 4        | 8     | 1     | 193    | 41     |
| Norwich City                 | 2012–13          | Premier League           | 37        | 6         | 1     | 1     | 2        | 0        | 0     | 0     | 40     | 7      |
| Norwich City                 | 2013–14          | Premier League           | 30        | 6         | 2     | 1     | 2        | 0        | 0     | 0     | 34     | 7      |
| Norwich City                 | Összesen         | Összesen                 | 67        | 12        | 3     | 2     | 4        | 0        | 0     | 0     | 74     | 14     |
| Hull City                    | 2014–15          | Premier League           | 1         | 0         | 0     | 0     | 0        | 0        | 2     | 0     | 3      | 0      |
| Hull City                    | 2015–16          | Championship             | 24        | 4         | 1     | 1     | 1        | 0        | 3     | 0     | 29     | 5      |
| Hull City                    | 2016–17          | Premier League           | 20        | 7         | 1     | 0     | 3        | 2        | —     | —     | 24     | 9      |
| Hull City                    | Összesen         | Összesen                 | 45        | 11        | 2     | 1     | 4        | 2        | 5     | 0     | 56     | 14     |
| West Ham United              | 2016–17          | Premier League           | 15        | 0         | —     | —     | —        | —        | —     | —     | 15     | 0      |
| West Ham United              | 2018–19          | Premier League           | 33        | 2         | 2     | 0     | 3        | 2        | —     | —     | 38     | 4      |
| West Ham United              | 2019–20          | Premier League           | 24        | 5         | 1     | 0     | 2        | 0        | —     | —     | 27     | 5      |
| West Ham United              | 2020–21          | Premier League           | 3         | 0         | —     | —     | 3        | 2        | —     | —     | 6      | 2      |
| West Ham United              | Összesen         | Összesen                 | 75        | 7         | 3     | 0     | 8        | 4        | 0     | 0     | 86     | 11     |
| Aston Villa (kölcsönben)     | 2017–18          | Championship             | 40        | 7         | 0     | 0     | 0        | 0        | 3     | 0     | 43     | 7      |
| West Bromwich Albion         | 2020–21          | Premier League           | 8         | 0         | 0     | 0     | 0        | 0        | —     | —     | 8      | 0      |
| West Bromwich Albion         | 2021–22          | Championship             | 6         | 0         | 0     | 0     | 1        | 0        | 0     | 0     | 7      | 0      |
| West Bromwich Albion         | Összesen         | Összesen                 | 14        | 0         | 0     | 0     | 1        | 0        | 0     | 0     | 15     | 0      |
| Luton Town                   | 2021–22          | Championship             | 8         | 0         | 1     | 0     | 0        | 0        | 2     | 0     | 11     | 0      |
| Hearts                       | 2022–23          | Scottish Premiership     | 23        | 1         | 2     | 0     | 0        | 0        | 0     | 0     | 25     | 1      |
| Karrier összesen             | Karrier összesen | Karrier összesen         | 531       | 93        | 28    | 5     | 29       | 11       | 22    | 3     | 610    | 112    |

Jegyzetek
1. ↑  Mérkőzése(i) a Scottish Challenge Cup-ban
2. ↑  Mérkőzése(i) a Scottish Second Division rájátszásban
3. ↑  Mérkőzése(i) a Football League Trophy-ban: (két mérkőzés) és a League One rájátszásban (két mérkőzés)
4. ↑  Mérkőzése(i) a Football League Trophy-ban
5. ↑  Mérkőzése(i) az Európa Ligában
6. ↑  A Wolverhampton Wanderers elleni, 2015. április 15-én játszott mérkőzésen az utolsó gólt eredetileg Carl Ikeme kapus öngóljának jegyezték, később azonban hivatalosan Robert Snodgrassnak ítélték oda.[60]
7. 1 2  Mérkőzése(i) a Championship rájátszásban

### A válogatottban
2025. január 19-i állapot szerint.
| Skócia   | Skócia | Skócia |
| Év       | Mérk.  | Gólok  |
| -------- | ------ | ------ |
| 2011     | 4      | 1      |
| 2012     | 3      | 0      |
| 2013     | 8      | 2      |
| 2016     | 6      | 3      |
| 2017     | 4      | 1      |
| 2018     | 1      | 0      |
| 2019     | 2      | 0      |
| Összesen | 28     | 7      |

#### Góljai a skót válogatottban
2025. január 19-i állapot szerint.
 megjegyzés Az eredmények a skót válogatott szemszögéből értendők.
| #  | Dátum               | Ellenfél     | Eredmény | Kiírás              | Esemény               |
| -- | ------------------- | ------------ | -------- | ------------------- | --------------------- |
| 1. | 2011. augusztus 10. | Dánia        | 2 – 1    | Barátságos mérkőzés | 44' 59' 88'           |
| 2. | 2013. június 7.     | Horvátország | 1 – 0    | Vb-selejtező        | 26'                   |
| 3. | 2013. október 15.   | Horvátország | 2 – 0    | Vb-selejtező        | 28' 82'               |
| 4. | 2016. szeptember 4. | Málta        | 5 – 1    | Vb-selejtező        | 9' 61' (11-esből) 84' |
| 5. | 2017. október 8.    | Szlovénia    | 2 – 2    | Vb-selejtező        | 79' 88'               |

## Sikerei, díjai

### Klubcsapatokban
Stirling Albion
- Scottish Football League First Division rájátszásának győztese: 2007[69]

 Leeds United
- Football League One második helyezett: 2009–10[70]

 Hull City
- Football League Championship rájátszásának győztese: 2015–16[71]

### Egyéni
- A hónap legjobb játékosa a PFA szavazásán (League One): 2009 augusztus/szeptember[72]
- Az év csapata a PFA szavazásán (League One): 2009–2010[73]
- A LUFC regionális szurkolói klubok év játékosa: 2008–2009[74]
- A Leeds United szurkolóinak év játékosa: 2011–2012[75]
- A Leeds United játékosainak év játékosa: 2011–2012[75]
- A Norwich City szurkolóinak év játékosa: 2013–2014[76]
- Az SFWA nemzetközi év játékosa: 2013–2014,[77] 2016–2017[78]

## További információ(k)

#### Közösségi platformok
- Robert Snodgrass az Instagramon
- Robert Snodgrass a Twitteren

#### Egyéb weboldalak
- Robert Snodgrass adatlapja a Transfermarkt oldalán (angolul)
- Robert Snodgrass adatlapja a Soccerway oldalon (angolul)
- Robert Snodgrass adatlapja a National Football Teams oldalán (angolul)
- Robert Snodgrass adatlapja a Premier League oldalán (angolul)
- Robert Snodgrass adatlapja a Skót labdarúgó-szövetség oldalán (angolul)
- Robert Snodgrass pályafutásának statisztikái a Soccerbase oldalon (angolul)